# Vidor Zsigmond
Vidor Zsigmond, Lustig (Nagykálló, 1835. október 7. – Budapest, Erzsébetváros, 1908. március 1.) orvos, szemorvos és kórházi főorvos Budapesten. Vidor Emil apja, Szilárd Leó nagyapja.

## Életútja
Vidor (Lustig) Jakab (1805–1882) órás és Popper Betti (1814–1873) polgári szülők fia. A gimnáziumot és egyetemet Pesten végezte, s 1859 végétől Hirschler Ignác mellett segédorvos volt. 1860-ban orvosdoktori oklevelet nyert. 1861-ben Bécsbe ment, ahol Alt és Jäger tanárok mellett fél évig működött. 1862-től Pesten mint önálló szemorvos működött. 1868-ban a szegény gyermekkórházban, 1871-ben az Izraelita Kórház szemészeti osztályának főorvosává választották. 1902. május 10-én gyakorlatát megszüntette. Kiváló sakkbarát és a budapesti sakk-kör díszelnöke volt. A Bach-korszakban Vidor nélkül sakkozóink szétzüllöttek volna; ugyanis, amikor a hírhedt Prottmann feloszlatta a régi Pesti Sakk-kört és eltiltotta a sakkjáték gyakorlatát, mert abban a „király” ellen támadások terveztetnek és hajtatnak végre, Vidor ekkor a jelesebb sakkozókat együtt tartotta magánlakásán. Erkel Ferenc halála után ő tartotta a megemlékezést a Pesti Sakk-körben 1893. október 30-án.
A szaklapokban megjelent cikkeinek jegyzékét lásd a Szinnyei Repertóriuma III. kötetében.

## Magánélete
Házastársa Davidsohn Jeanetta (Janka) volt, Davidsohn Mór bankigazgató lánya, akivel 1866. június 20-án Pesten kötött házasságot.
Gyermekei
- Vidor Emil (1867–1952) építész. Felesége tószegi Freund Gizella (1878–1918) volt.
- Vidor Margit (1868–1937), férjezett Scheiber Endréné.[7]
- Vidor Leó (1870–1877)
- Vidor Tekla (1871–1939), férjezett Szilárd (Spitz) Lajosné[8]
- Vidor Hedvig (1873–1877)
- Vidor Béla (1874–1875)
- Vidor Alfréd (1876–1945) fakereskedő. Felesége Polacsek Karolina volt.[9]
- Vidor Gyula (1878–1880)
- Vidor Júlia (1880–1942). Férje Quastler Vilmos (1872–1954) magánhivatalnok volt.[10]
- Vidor Zoltán Samu (1887–1888)

## Munkái
- A gyakorlati szemészet tankönyve. Írta Carioni Stellwag Károly. Ford. Pest, 1868. (M. Orvosi Könyvkiadó Társaság Könyvtára VI.)
- Rückblick auf die im Pester Kinderspitale vom 1. Jänner 1869 bis 31 Deczember 1871. behandelten Augenkrankheiten (Budapest, 1883)